# Zgornje Borovlje
Zgornje Borovlje (nemško Oberferlach) je naselje v Občini Bekštanj v Okraju Beljak-dežela na Koroškem v Avstriji.